# Tecticupes indistinctus
Tecticupes indistinctus is een keversoort uit de familie Taldycupedidae. De wetenschappelijke naam van de soort is voor het eerst geldig gepubliceerd in 1961 door Rohdendorf.